# German Open (WTA)
 For alternative betydninger, se German Open. (Se også artikler, som begynder med German Open)
German Open er en tennisturnering for kvinder på WTA Tour, som bliver spillet på græsbaner hvert sommer i Berlin, Tyskland. Turneringen bliver pt. markedsført under navnene Grass Court Championships Berlin og bett1 Open.
Turneringen har sin oprindelse i de åbne tyske tennismesterskaber for både mænd og kvinder, der var blevet afviklet i Hamborg siden 1892 og med kvinderækker siden 1896. I 1979 blev de åbne tyske mesterskabet opdelt i to turneringer – en for mænd, som fortsat spilles i Hamborg under navnet Hamburg European Open, mens kvinderækkerne blev udskilt som en selvstændig turnering på WTA Tour, der blev afviklet i Berlin. Kvindernes turnering ophørte egentlig efter sæsonen 2008, men i 2020 blev den relanceret under navnet Grass Court Championships Berlin, men den første udgave, der skulle have været afviklet i 2020, blev aflyst på grund af COVID-19-pandemien, og derfor blev 2021-udgaven den første German Open på græs.
Fra 1988 til 2008 var turneringen en del af kategorien WTA Tier I, den højeste kategori på touren efter grand slam-turneringerne og den sæsonafsluttende WTA Finals. Siden relanceringen i 2021 har den tilhørt kategorien WTA 500.
Steffi Graf har rekorden for flest singletitler med 9 titler.